# زلزال الإسكندرية 1955
```
زلزال الإسكندرية عام 1955
 وقع في يوم 12 سبتمبر في الساعة 06:09 بالتوقيت العالمي. كان مركز الزلزال شرق 
البحر الأبيض المتوسط
 قبالة 
ساحل
 مدينة 
الإسكندرية
 في 
مصر
.
[
2
]
 وبلغت قوة 
الزلزال
 6.3 
ريختر
 .
[
3
]
```

تم الإبلاغ عن الأضرار في دلتا النيل بين الإسكندرية والقاهرة . وتعرض حوالي 300 منزل من الطوب اللبن لأضرار بالغة حول بحيرة إدكو. وتسبب الزلزال في مقتل 18 شخصًا وإصابة 89 شخصًا حيث انهار 40 منزلًا بالكامل وتدمير جزئى لحوالي 420 منزلًا. كما تم الشعور بالزلزال في قبرص وفلسطين وسوريا واليونان .